# Szparsa
A szparsa (szanszkrit; páli: phassza) buddhista fogalom, amely a születéskor kezdődő kapcsolódást jelenti a minket körbevevő külső környezettel (érintkezés, érzékek és a gondolkodás). Magyar fordításai érintkezés, kapcsolat, kapcsolódás, kapcsolat-teremtés.  Még pontosabban, három tényező együttállására utal: az érzékszerv, az érzékelés tárgya és az érzékelés tudatossága (vidnyána). Például, az mondják, hogy akkor jelentkezik kapcsolódás (szparsa), amikor kapcsolatot teremt a szem és a vizuális tárgy és a vizuális érzékszerv tudatossága.
A buddhista tanokban a szparsát a következőféleképpen szokták azonosítani:
- A théraváda Abhidharma hét egyetemes mentális tényezője közül az egyik,
- A mahájána Abhidharma öt egyetemes mentális tényezője közül az egyik,
- a függő keletkezés 12 oksági láncszeme közül a hatodik.

## Magyarázat

### Théravada
A Buddhagósza által írt Atthaszáliní (Expositor, 4. rész, I. fejezet, 108.) szövegben a következő magyarázat szerepel:
A kapcsolat azt jelenti, hogy “érintkezik”. Legfontosabb jellemzője az érintkezés, szerepe a hatáskeltés, megmutatkozása az (érzékelési tartomány, tárgy és tudatosság) “egybeesés” és közvetlen oka a (tudati) pályájára beérkező tárgy.

### Mahájána
Az Abhidharma-szamuccsaja magyarázata:
Mi a szparsa (kapcsolat)? Egy meghatározás, az irányító erők átalakulása, amely megegyezik a kapcsolatba kerülő három tényezővel. Lehetővé teszi az érzések kialakulását.

### Hat osztálya
The Theravada and Mahayana traditions both identify six "classes" of contact:
- szem-kapcsolat
- fül-kapcsolat
- orr-kapcsolat
- nyelv-kapcsolat
- test-kapcsolat
- tudat-kapcsolat

Például amikor jelen van a fül mint érzékszerv és a hang mint tárgy, akkor felléphet az ezekhez társuló  fül tudatosság (páli: vidnyána). A három elem jelentkezése (dhátu) vezet el a "kapcsolódáshoz".